# Sommarsången
Sommarsången är en barnsång med text skriven av Astrid Lindgren och med musik av Georg Riedel. Sången publicerades i En bunt visor för Pippi, Emil och andra 1978. I filmen På rymmen med Pippi Långstrump från 1970 sjungs den av Pippi, Tommy och Annika.

## Publikation
- Barnvisboken, 1977, som "Och nu så vill jag sjunga" ("Sommarsången")
- En bunt visor för Pippi, Emil och andra, 1978
- Barnvisor och sånglekar till enkelt komp, 1984
- Barnens svenska sångbok, 1999, under rubriken "Året runt".
- Hela familjens psalmbok 2013 som nummer 100 under rubriken "Hela året runt".[1]

## Inspelningar
En tidig inspelning gjordes av Östen Warnerbring, och gavs ut på skiva 1972. Andra utgivna inspelningar har gjorts med Wooffisarna & Lill-Babs, och gavs ut på skivalbumet Wooffisarna & Lill-Babs 1980., med Peter Himmelstrand från 1981  samt med Black Ingvars från skivalbumet Sjung och var glad med Black-Ingvars från 1997, samt med Lollipops från skivalbumet Vårat sommarlov 2001